# Jochen Voß
Jochen Voß (* 18. September 1938 in Parchim) ist ein deutscher Jazzmusiker (Alt- und Sopransaxophon).
Voß ist als Jazzmusiker Autodidakt. Bereits Mitte der 1960er Jahre war er – teils als Mitglied des Bremer Sextetts von Harald Eckstein – Teilnehmer der Amateur-Jazzfestivals in Düsseldorf, Wien und Zürich (Solisten- und Gruppenauszeichnungen 1965/66). 1971 gastierte er mit dem Quartett von Eckstein beim Montreux Jazz Festival. Seit Ende der 1970er Jahre liegt sein Schwerpunkt auf dem Spiel in Duo-Formationen ohne feste Rhythmusgruppe, um eine swingende Jazzmusik mit akzentuiertem Drive zu spielen. Zunächst ging er mit dem Pianisten Klaus Ignatzek auf Tournee, dann mit dem Gitarristen und Film- und Theater-Komponisten Uli Harmsen; nach 1988 war der Gitarrist Thomas Brendgens-Mönkemeyer sein Partner.
Neben seinen Konzertaktivitäten war Voß im jazzpädagogischen Bereich tätig, seit 1981 als Lehrer an der Musikschule Oldenburg. Dabei hat er neue Konzepte zur Vermittlung speziell für Bläser entwickelt.

## Diskographische Hinweise
- Voß/Ignatzek Journey to Grand Canon (Trion 1982)
- Voß/Harmsen Mother Nature Father Harmony (in-akustik 1983)
- Voß/Harmsen More than Two (Edition Collage, 1988)
- Voß/Brendgens-Mönkemeyer Alteration (Acoustic Music, 1991)
- Voß/Brendgens-Mönkemeyer Textures (Jardis Records, 1999)

## Lexikalische Einträge
- Jürgen Wölfer: Jazz in Deutschland. Das Lexikon. Alle Musiker und Plattenfirmen von 1920 bis heute. Hannibal, Höfen 2008, ISBN 978-3-85445-274-4.